# Schlacht bei Gefrees
Sacile – Teugn-Hausen – Weichselfeldzug – Raszyn – Abensberg – Landshut – Eggmühl – Regensburg – Neumarkt – Ebelsberg – Piave – Aspern – Sankt Michael – Stralsund – Bergisel – Raab/Győr – Graz – Wagram – Korneuburg – Stockerau – Gefrees – Hollabrunn (Schöngrabern) – Znaim – Walcheren–Schlacht an der Baskischen Reede
Die Schlacht bei Gefrees fand am 8. Juli 1809 während des Fünften Koalitionskriegs statt. Ein verbündetes Heer von Österreichern und Braunschweigern unter dem Kommando von General Michael von Kienmayer stand dabei einem französischen Heer unter Marschall Andoche Junot gegenüber. Die Schlacht endete mit einem Sieg Österreichs, dessen Truppen erfolgreich der Einkesselung durch Junot und seinen sächsischen und westfälischen Verbündeten unter dem Kommando von Jérôme Bonaparte entgehen konnten.
Nachdem Jéromes Truppen dann in der Schlacht von Hof entscheidend geschlagen wurden, übernahmen die Österreicher die Kontrolle über Sachsen. Dieser Sieg war wegen der entscheidenden österreichischen Niederlage in der Schlacht bei Wagram allerdings nutzlos. Daraufhin wurde der Znaimer Waffenstillstand geschlossen, der dann zum Frieden von Schönbrunn führte.

## Vorgeschichte
Als Österreich am 9. April 1809 Frankreich den Krieg erklärte, war in Nordböhmen ein Beobachtungskorps von 7.000 Österreichern unter Generalmajor Karl Friedrich am Ende und eine etwa 1500 Mann starke Freischar unter dem Kommando von Friedrich Wilhelm von Braunschweig, dem Schwarzen Herzog, in der Gegend um Theresienstadt aufmarschiert.
Friedrich Wilhelm, der von Österreich als selbständig kriegführender Souverän anerkannt war, drang am 14. Mai in die sächsische Lausitz ein, besetzte Zittau und erließ patriotische Aufrufe, um einen Volksaufstand in Norddeutschland auszulösen. Dies hatte einen Gegenschlag von 1.900 Sachsen unter Oberst von Thielmann zur Folge, der am 28. Mai Zittau zurückeroberte und den fliehenden Friedrich Wilhelm über die böhmische Grenze verfolgte. Nachdem am Ende ihm entgegentrat, ging Thielmann nach Sachsen zurück.
Nach der Schlacht von Aspern-Essling, verstärkte Erzherzog Karl das Korps am Endes auf eine Stärke von 10.000 Mann und befahl ihm Sachsen anzugreifen. Am 10. Juni marschierten die Österreicher, die sich mit Friedrich Wilhelm vereinigt hatten, in Sachsen ein. Einen Tag später besetzte eine Truppe von 9.000 Österreichern unter dem Kommando von am Endes die Hauptstadt Dresden. In der Nacht zum 12. Juni versuchte Tiedemann vergeblich, Dresden im Handstreich zurückzuerobern, und musste sich in Richtung Leipzig zurückziehen.
Unterdessen hatte eine andere Truppe unter Paul Radivojevich am 14. Juni Bayreuth erreicht und drohte damit das Königreich Württemberg zu überfallen und sich dort mit den Truppen des Tiroler Aufstands unter Andreas Hofer zusammenzuschließen. In Anbetracht der sich weiter verschlechternden Situation in Sachsen verließ Napoleons Bruder Jérôme (der auch König von Westfalen war) am 22. Juni Kassel mit 15.000 Mann, darunter seine Elitegardedivision. Am gleichen Tag hatten österreichischen Truppen Leipzig besetzt, mussten sich aber vor Jérôme zurückziehen. Am 25. Juni hielt Jérôme pomphaft Einzug die Stadt und am nächsten Tag kam es zum ersten Zusammentreffen der Westfalen mit Österreichern und Braunschweigern.

## Ankunft von Kienmayer und Junot

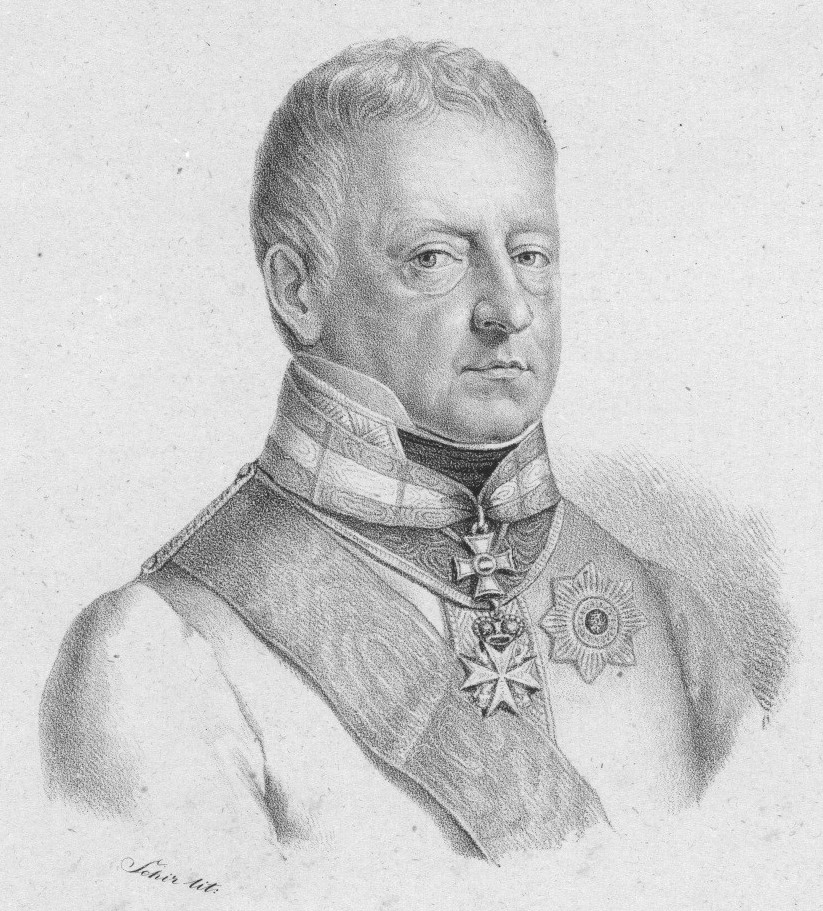
Michael von Kienmayer

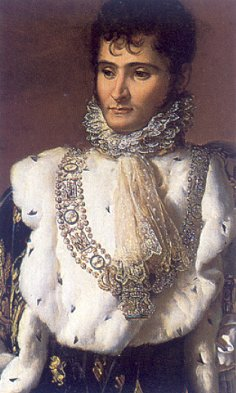
Jérôme Bonaparte

Ende Juni 1809 kam Marschall Junot in Frankfurt am Main an und übernahm das Elbische Korps, eine hastig zusammengestellte Armee zur Sicherung der Rheinbundstaaten. Er marschierte sofort nach Norden und Radivojevich ließ sich weiter nördlich zurückfallen in Richtung auf am Endes Truppen. Auf der anderen Seite drängten Jérômes Truppen nach der Rückeroberung Dresdens Am Endes Truppen nach Süden. Am 3. Juni wurden schließlich die österreichischen und Braunschweiger Truppen zum neu gebildeten XI. Korps zusammengefasst und dem Kommando von General Michael von Kienmayer unterstellt, der mit Verstärkungen angekommen war. Am gleichen Tag verließ Jérôme Dresden und nahm die Verfolgung Richtung Süden auf. Kienmayer und seine 15.000 Mann befanden sich nun im Zentrum einer französisch-westfälischen Zangenbewegung.

## Die Schlacht
Jérôme konnte die Verfolgung nur langsam aufnehmen und deshalb konnte Kienmayer unbehelligt nach Süden ziehen und Junot stellen. Die Österreicher konnten zunächst den Vorstoß von Junots Garde stoppen und danach Junots Hauptarmee am 8. Juli bei Gefrees angreifen. Bei Gefrees hatten die Österreicher zwei Regimenter Grenztruppen (etwa 5.300 Mann) und mehrere Hundert Landwehr-Milizen.
Die Braunschweiger Truppen blieben im Norden und sicherten die Truppen gegen Jérôme ab. Sie waren so nicht in die Schlacht bei Gefrees verwickelt.
Junots französisches Heer bestand aus zwei regulären Infanterieregimentern (etwa 6.000 Mann), einem bayrischen Versorgungsbataillon (etwa 1.000 Mann) und einem Dragonerregiment (etwa 500 Männer und Pferde).
Junots Elbisches Korps bestand hauptsächlich aus Wehrpflichtigen, die, anders als die österreichischen Grenzer, schlecht ausgebildet waren.
Auch Junots Kavallerie war nicht in der Lage einen effektiven Angriff zu reiten, was dazu führte, dass die Österreicher weiterhin in Formation kämpfen konnten. Dies war insbesondere für die koordinierten Salven der Infanterie wichtig. So kam es, dass bis zum Ende des Tages die meisten der französischen Infanteristen vom Schlachtfeld geflohen waren.
Die Österreicher hatten nur geringe Verluste erlitten, während die französischen Verluste sehr hoch waren. Junots Verfolgung war damit nicht nur gestoppt, sondern er musste sich sogar nach Amberg zurückziehen.
Nachdem nun die südliche Zangenbewegung gestoppt war, widmete Kienmayer seine Aufmerksamkeit Jérômes Truppen, die immer noch langsam nach Süden marschierten.
Die Braunschweiger hatten sich Kienmayer mittlerweile auch wieder angeschlossen und gemeinsam trafen sie am 11. Juli bei Hof auf Jérômes Truppen.
Jérôme erwartete immer noch auf ein österreichisches Heer zu treffen, das vor Junot fliehen würde, stattdessen stand er einem zahlenmäßig überlegenen Heer gegenüber, dessen Moral durch den vorherigen Sieg gestärkt war.
Jérôme, der schnell erkannte, dass eine Niederlage drohte, befahl den allgemeinen Rückzug nach Schleiz und so wurde die Schlacht mehr oder weniger ein Rückzugsgefecht. Herzog Friedrich Wilhelm und seine Braunschweiger trieben Jérôme weiter Richtung Erfurt und der sächsischen Westgrenze.
Die Österreicher nahmen zwar erneut Dresden ein, aber als Jérôme in Erfurt ankam, wurde die österreichische Niederlage in der Schlacht von Wagram und der daraus resultierende Friedensschluss von Znaim bekannt.
Die Österreicher mussten somit alle ihre Eroberungen stoppen und Jérôme und seine westfälischen Truppen konnten sicher nach Kassel entkommen.

## Nachbetrachtung
Herzog Friedrich Wilhelm hatte gehofft mit der Hilfe von Kienmayer und den Österreichern einen Aufstand gegen Napoleon in Norddeutschland starten zu können. Dies wurde durch den Frieden von Znaim zunichtegemacht. Der Herzog versuchte nun den Aufstand selber zu starten und zog Richtung Nordsee.
In den folgenden Wochen versuchte er weiterhin Unterstützer für den Aufstand zu finden und verursachte Jérôme dadurch erhebliche Probleme. Der Herzog schaffte es sogar zeitweise Braunschweig zurückzuerobern. Jérôme beauftragte daraufhin drei Generäle Herzog Friedrich Wilhelms Truppen zu finden und zu zerschlagen.
Die Braunschweiger schafften es die Küste zu erreichen und wurden von dort im August 1809 zur Isle of Wight evakuiert. Die abholenden Schiffe hatten zuvor Truppen auf der Walcheren Insel abgesetzt.